# ترمودینامیک آنتروپی حداکثر
ترمودینامیک آنتروپی بیشینه(حداکثر)(به انگلیسی: Maximum entropy thermodynamics) در فیزیک به ترکیب ترمودینامیک تعادلی و مکانیک آماری در استنتاج گویند. استنتاج به‌وسیله این تکنیک ریشه در نظریه اطلاعات شانون، احتمالات بیزی و اصل حداکثر آنتروپی دارد. کاربرد این نظریه در پیش بینی‌هایی است که از اطلاعات ناکامل و ناکافی استفاده می‌کند.